# История китобойного промысла в России

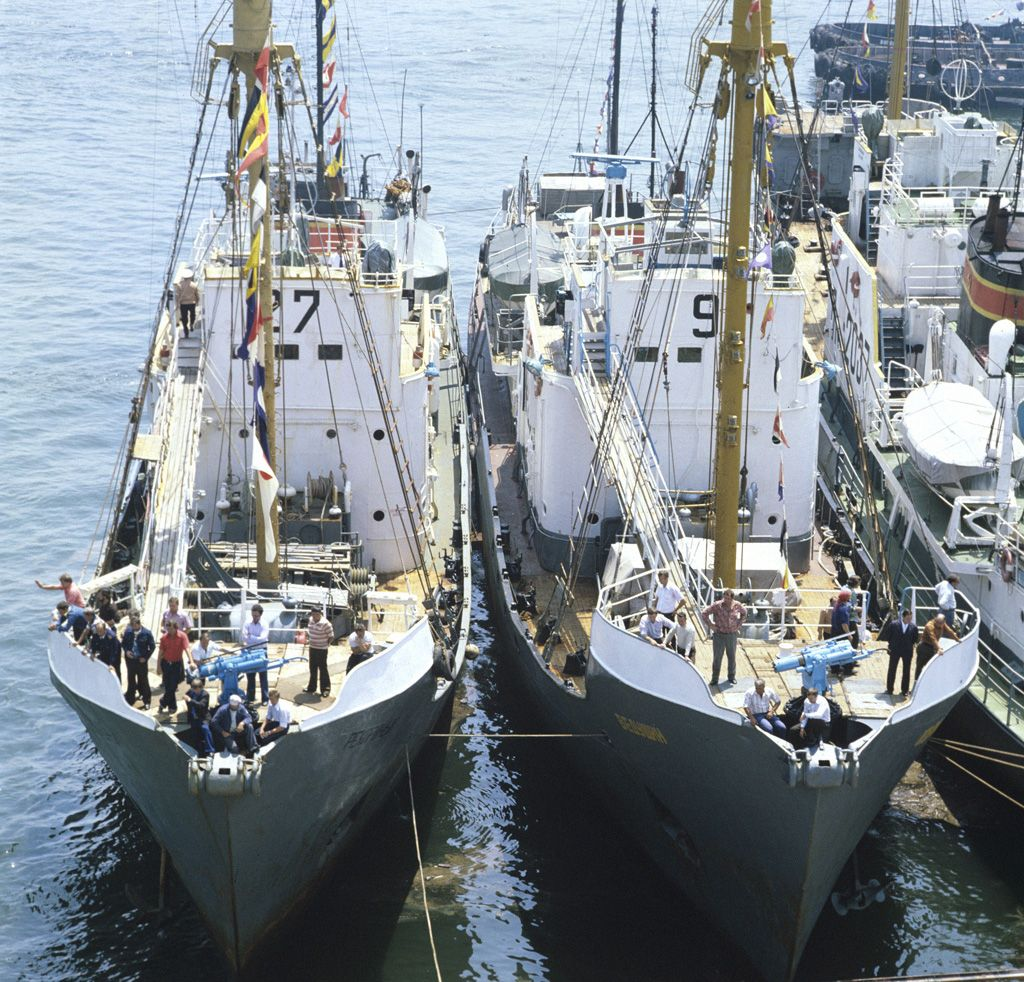
Советские китобойные суда в порту Владивостока, 1979 год

В данной статье рассматривается история китобойного промысла в России как часть всемирного пелагического промысла — то есть добычи китов в открытом океане ради использования китового жира, мяса и прочих частей туши (в том числе печени и желёз внутренней секреции, из которых вырабатываются витамины, гормоны, в частности, инсулин). Попытки организации морского китобойного дела предпринимались несколько раз в период 1723—1904 годов, но успешно задача была решена только в 1930-е годы в СССР. Расцвет промысла пришёлся на вторую половину 1950-х — 1960-е годы, когда одновременно действовало пять советских китобойных флотилий, а до 1964 года на Курильских островах работали стационарные китобойные базы. Численность флотилий стала сокращаться с уменьшением поголовья китов в Мировом океане с 1970-х годов. С 1987 года СССР не вёл дальнего китового промысла. В современной России осуществляется прибрежная добыча серых китов в Чукотском автономном округе в рамках аборигенного промысла по квотам МКК. Кроме этого, по разрешениям, выдаваемым Росрыболовством, добывалось небольшое количество  белух. С 2022 года установлен запрет на осуществление промышленного и прибрежного рыболовства китов на всей территории Российской Федерации. Он, однако, не распространяется на некоммерческую добычу по аборигенным квотам. МКК продолжает получать отчёты от России о выловленных чукотскими общинами китах (на сентябрь 2024 последние доступные данные — за 2023 год).

## Дореволюционный период
По данным, приводимым капитан-директором флота рыбной промышленности СССР А. Н. Соляником, первые сведения о китобойном промысле на побережье Северного Ледовитого океана на современной территории России относятся ещё к IX веку. Центром прибрежного промысла был посёлок Кола. В 1723 году император Пётр I именным указом учредил «Кольское китоловство», оснащённое пятью кораблями архангельской постройки. Командирами и гарпунёрами служили нанятые голландцы. Успехом предприятие не увенчалось: при переходе из Архангельска потерпело крушение одно из китобойных судов. За четыре года существования «Кольское китоловство» отчиталось в добыче 4 китов и 5 белых медведей; доход составил 17 тыс. рублей при расходах в 87 тысяч. Последующие попытки организовать китобойный промысел также оказались безуспешны; после того как английский флот уничтожил в 1805 году базу Беломорской компании и её суда, русский китобойный промысел на Ледовитом океане навсегда прекратил существование.
Российско-американская компания, основанная в 1799 году, помимо промысла бобра и котика, занималась и добычей китов. За одного убитого кита компания платила местному населению 25 руб., в то время как стоимость продукции от китобойного промысла составляла порядка 15—20 тыс. рублей. Постепенно руководство Компании промысел китов свело к нулю, сконцентрировав всё внимание на промысле бобров и котиков. Русский морской офицер Збышевский, служивший на Охотском море, сообщал, что американские китобои за 1847—1861 гг. получили продукции из добытых в русских водах китов на сумму 130 млн. долларов. Цена жира в то время была 30—40 долларов за баррель и 70 центов за фунт китового уса. В Охотском море ежегодно вело промысел не менее ста иностранных судов, каждое из которых получало за сезон не менее 1 тыс. баррелей жира и не менее 9600 фунтов уса. Основным рынком сбыта китовой продукции был порт Гонолулу.
История начала современного китобойного промысла в России относится к 1850 году, когда была основана «Российско-Финляндская компания». С 1864 года успешно действовало аналогичное предприятие владивостокского купца О. В. Линдгольма, который основал мыловаренный завод. В 1890-е годы на Дальнем Востоке появились первые паровые китобойные суда «Геннадий Невельской», «Николай» и «Георгий», специально построенные для этой цели в Норвегии. В 1903 году «Тихоокеанское китобойное и рыбопромышленное акционерное общество графа Г. Г. Кейзерлинга и К°» располагало плавучей китобазой «Михаил» грузоподъёмностью 5000 тонн. Однако в 1904 году российские китобойные суда были захвачены японцами. В последующие годы китовый промысел в дальневосточных водах производился иностранными компаниями. Китовый промысел являлся для них очень доходной статьёй. По свидетельству Н. В. Слюнина, у берегов Приморской области, в состав которой входила Камчатка, ещё в 1889 году было добыто китового жира и уса на сумму 1 280 000 руб. Этот промысел способствовал хищническому истреблению китов, не принося дохода казне. Спустя два десятилетия губернатор Камчатской области действительный статский советник Н. В. Мономахов в отчёте за 1912—1913 гг. констатировал, что «промысел китов и моржей с каждым годом заметно уменьшается вследствие истребления американцами этих животных, при ежегодных регулярных передвижениях их в наших территориальных водах с севера на юг и обратно».

## Концессия Кристенсена

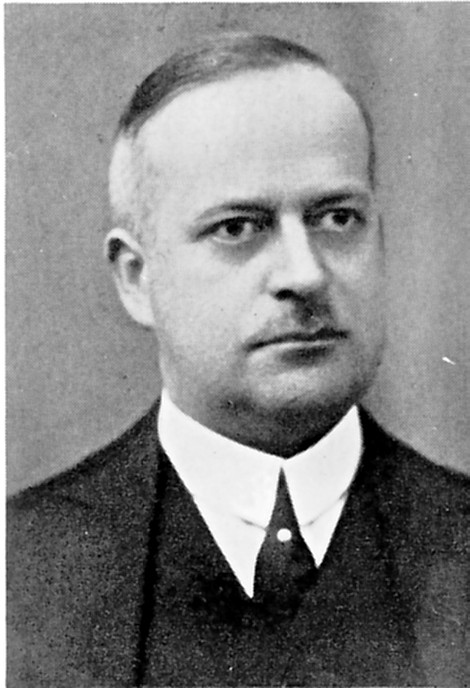
Ларс Кристенсен в 1934 году

22 мая 1923 года в Москве был подписан концессионный договор с норвежским предпринимателем К. Кристенсеном (отцом полярного исследователя Ларса Кристенсена), которому предоставлялось право ведения промысла всех видов китов в пределах 12-мильной полосы вдоль северных берегов РСФСР, от северного конца мыса Сердце-Камень до мыса Лопатка. Срок концессии был определён в 15 лет и 5 месяцев — до января 1938 года.
Компания Кристенсена «Вега» начала промысел в 1925 году. Он осуществлялся вдоль восточного побережья Камчатки, преимущественно в районах бухт Моржовой и Глубокой. В составе флотилии работало 4 китобойца и плавбаза «Комодорен I» дедвейтом 9000 тонн. За сезон с июня по октябрь было убито 286 китов, в то время как промысловая программа была рассчитана на добычу 800 животных. Всего было получено 1582 тонны жира, стоимость которого составила 200 тысяч долларов того времени.
На судах флотилии работали интернациональные экипажи, включая негров и эскимосов, используемых на чёрных работах. В сезон 1925 года численность личного состава флотилии насчитывала 120 человек. «Вега» была обязана принимать для обучения ведению промысла и обработке китов граждан СССР. В 1926 году, когда суда компании пришли из Мексики в Петропавловск-Камчатский, на них была направлена группа камчатцев — всего 10 человек.
За сезон 1926 года «Вега» добыла 284 кита, из которых 110 было убито возле Командорских островов. В этом году китобойная флотилия работала в составе шести судов — базы «Комодорен I» и 5 китобойцев. Производственная программа, по заявлению администрации флотилии, выполнена не была. Однако камчатский губревком полагал, что эти сведения неверны, так как «…завод работал весь сезон без перебоев с полной нагрузкой. Случалось часто так, что из-за невозможности переработки китов срезалось для обработки только сало и прочие особо ценные части кита. Остальное — мясо, кости и прочее выбрасывалось, а между тем завод приспособлен к стопроцентной утилизации животного… Не редкость, когда убивалось до 10 штук китов в день. Максимальная же пропускная способность рассчитана на 5-6 китов…».
В 1927 году «Вега» вела промысел китов у берегов Камчатки флотилией, состоявшей из плавучей базы «Комодорен I» и китобойцев «Анадырь» и «Селина». С середины июля по конец октября было добыто 283 кита, получено около 2600 тонн китового жира на сумму 40,4 тысяч фунтов стерлингов. Деятельность «Веги» закончилась 13 октября постановлением Главконцесскома, в связи с невозможностью компании платить концессионный налог. «Вега» продала плавбазу и оба китобойца компании «Аргентина де Песка» за 1 млн 450 тысяч норвежских крон.

## Организация советского китобойного промысла

### Проекты второй половины 1920-х годов
В 1926 г. начальник командорских пушных промыслов К. Кулагин предложил проект устройства берегового завода по переработке китовых туш. По его мнению, дальнейшее экономическое развитие Командоров не могло быть обеспечено только за счёт пушного промысла. Избыток островной рабочей силы можно было задействовать на китобойном промысле. Это привело бы к отказу от завоза на острова консервированного мяса и солонины и замене их китовым мясом. Излишки китового мяса можно было вывозить в Японию, а также получать сырьё для отечественных предприятий, в частности для владивостокского мылозавода, работавшего на привозном сырье. Это бы также сделало возможным подкормку песцов китовым мясом, которая позволила бы засолить или консервировать использующуюся для этого красную рыбу. Предлагалось устройство при салотопенном заводе консервного отделения производительностью 300 тыс. банок за сезон. Это позволяло получить не менее 30 тыс. руб. прибыли ежегодно. Норвежец О. Пауст полагал, что такой завод, располагающий двумя китобойными судами, мог ежегодно промышлять минимум 150 китов. По его расчётам, один переработанный кит приносил доход около 1700 руб. Сезонный доход берегового завода, утилизирующего всего кита, мог превысить 375 тыс. руб. Стоимость постройки завода оценивалась Паустом в 1 160 тыс. норвежских крон, в число которых входили затраты на приобретение китобойцев, 6 жиротопных котлов, 3 паровых лебёдок и т. д.

### Китобойная флотилия «Алеут»

Китобойная база «Алеут» в бухте Северная-Глубокая, Камчатка. Фото 1957 года

Практическая организация советского китобойного промысла началась в 1930 году силами АКО — Акционерного Камчатского общества. Предполагалось оборудование плавучей китобойной базы и приобретение 4 судов-китобойцев, на что выделялось 1 400 000 руб в иностранной валюте. На эти деньги был куплен в США двухпалубный сухогруз «Глен Ридж», построенный в 1919 году, и получивший название «Алеут», он имел длину 115 метров, ширину 16 метров, водоизмещение 10 573 тонны; а также были заказаны в Норвегии специализированные китобойные суда. «Глен Ридж».
В начале 1930 года для приёмки парохода в Балтимор был направлен капитан А. И. Дудник. В марте «Алеут» прибыл в Осло, однако норвежское китобойное лобби, опасаясь конкуренции, не позволило переоборудовать его. В течение следующего года в Кронштадтских доках были проведены работы по реконструкции судна по норвежским чертежам и разработкам. Были оборудованы салотопенные котлы и сепараторы, три паровые пилы, а также наклонный слип для втаскивания добытых китов на разделочную палубу. Оборудованный на «Алеуте» слип имел ширину 5, длину 17 м и угол наклона 45 градусов. Были установлены 13 паровых лебёдок грузоподъёмностью по 5 т. Подъём китовых туш осуществлялся двумя паровыми лебёдками грузоподъёмностью 30 т и одной — грузоподъёмностью 15 т. Разделка китов могла вестись на двух площадках — носовой и кормовой, соединённых специальным коридором. Главная энергетическая установка судна включала три паровых котла и поршневую паровую машину, которая приводила во вращение 4-лопастный гребной винт. Скорость полного хода составляла 9,5 узла. Главные котлы работали на угле, полный запас которого достигал 3813 т.
28 июня 1932 года, «Алеут» под командованием капитана Л. И. Бурхардта вышел из Ленинграда в свой первый рейс. Экипаж составлял 126 человек. В Кильском канале к нему присоединились три судна-китобойца («Трудфронт», «Энтузиаст» и «Авангард»), построенные на норвежской верфи в Тёнсберге. Китобойцы имели длину 37,8 м, водоизмещение 538 т, были оборудованы гарпунными пушками и паровыми лебёдками, развивали скорость 12,5 узлов.
Промысел был начат ещё при перебазировании: 25 октября 1932 года в районе Ревилья-Хихедо были добыты первые два кита. По пути во Владивосток флотилия добыла ещё 20 китов, а 27 февраля 1933 года прибыла в порт, где командование «Алеутом» принял капитан-директор А. И. Дудник. За первый промысловый сезон было добыто 203 кита. К 1935 году объём добычи флотилии «Алеут» достиг 500 китов в год.
Вскоре флотилия «Алеут» была передана в Дальморзверопром. В планах развития рыбной промышленности в четвёртой пятилетке (1943—1947 гг.) предполагалось расширить китобойный промысел и выделить его в отдельное производство в рамках АКО. Однако Великая Отечественная война помешала этим планам. В 1956—1958 годах в течение зимних периодов во Владивостоке силами Дальзавода была произведена модернизация «Алеута», после которой китобаза работала ещё десять лет. В 1957 году флотилия «Алеут» за успехи награждена орденом Трудового Красного Знамени. В 1967 году в связи с полным износом флотилия была списана.

### Вторая Дальневосточная китобойная флотилия
Вторая Дальневосточная китобойная флотилия была организована в 1947 году. В её состав вошло 15 китобойных судов, переоборудованных из военных тральщиков и 3 береговых китокомбината: «Подгорный» на о. Парамушир, «Скалистый» на о. Симушир и «Касатка» на о. Итуруп. Китобойные суда добывали китов вдоль Курильской гряды и доставляли их для переработки на береговые базы. Флотилия не имела возможности маневрировать и ограничивала свою деятельность радиусом действия китобойных судов. В период наибольшего развития флотилия располагала 22 китобойцами и пятью береговыми базами. Флотилия просуществовала до 1964 года, затем китокомбинаты были закрыты, а китобойные суда списаны.

## Советский антарктический китобойный промысел

### Китобойная флотилия «Слава»

Китобойная база «Слава» прибывает в порт Одессы

По репарациям СССР получил из Германии китобойную флотилию — китобазу Wikinger, с 15 малыми китобойцами-охотниками (по другим данным, их было 8). «Викингер» был построен в 1929 году в Англии для норвежской компании Кристенсена, но в 1938 году был приобретён Германией. Корабль-матка имел пять палуб, водоизмещение 28 000 тонн, длину 150 м, ширину 22 м и скорость хода 12 узлов. Экипаж китобазы — 350 чел. Малые китобойцы имели водоизмещение около 500 т., экипаж 35 чел, и могли развить скорость до 14,5 узлов (паровые машины на угольном топливе, позднее на мазуте). База и флотилия получили название «Слава», китобойцы обозначались именем флотилии и номером.
В 1946 году китобойная флотилия «Слава» отправилась в первую антарктическую экспедицию — впервые в истории русского рыболовного флота. Командовал флотилией В. И. Воронин, ветеран «Сибирякова» и «Челюскина»; основными специалистами были нанятые норвежцы: гарпунёры, жировары, мастера по разделке китовых туш. 28 января 1947 года флотилия «Слава» (китобоец-охотник «Слава-4», гарпунёр Ольсен — норвежец) добыла первого кита — финвала длиной в 20 м. Начиная с третьей путины на «Славе» работали только советские специалисты, небольшая часть которых была набрана на Дальнем Востоке, остальных готовили прямо во время рейсов. Главной базой флотилии была Одесса, свежие припасы, воду и топливо брали обычно в Кейптауне, позднее — в Монтевидео. В первом рейсе было добыто 384 кита, во втором — 820, а в третьем добыча превысила тысячу китов. Рекордным стал 17-й рейс — более 2000 китов. Начиная с 11-го рейса использовался поисковый вертолёт. В 1947—1959 гг. капитан-директором флотилии был А. Н. Соляник.
Дальний китобойный промысел рассматривался руководством СССР как важное подспорье для восстановления экономики: жир китов применялся в пищевой, кожевенной, мыловаренной и других отраслях промышленности. По оценке А. Н. Соляника, один рейс «Славы» заменял в этом отношении забой более 2 миллионов голов овец. Кашалотовый жир применялся в текстильной, химической промышленности, спермацет кашалота и амбра — в парфюмерии и косметологии. Из мяса китов производили колбасы, консервы, белковые концентраты, из печени — вырабатывали витамины, лечебные препараты, в частности, инсулин. Кормовая мука и упаренные бульонные концентраты добавлялись в корм животных и птиц. Делались попытки использовать шкуру кашалота в кожевенной промышленности — для изготовления обувных подошв. Один рейс «Славы» давал в начале 1950-х годов более 80 млн руб. прибыли.
В 1956 году в СССР были разработаны дизель-электрические китобойцы типа «Мирный» (проект 393). Они имели водоизмещение 1270 тонн, длину 63,6 метра, ширину 9,5 метра. Стальной корпус позволял действовать в разреженном льду. Экипаж китобойца состоял из 31 человека. Четыре дизель-генератора по 900 л.с. позволяли развивать максимальную скорость до 17,2 узлов. По проекту силовая установка была двухвальной, однако серийные суда имели только один винт. Теперь киты, даже самые резвые — сейвалы и малые полосатики, — оказались полностью доступны для промысла.
В связи с вводом в строй более современных флотилий, «Слава» была переведена на Дальний Восток в 1966 году. В 1971 году была продана в Японию.

### Советские китобойные флотилии в 1950-х — 1980-х годах

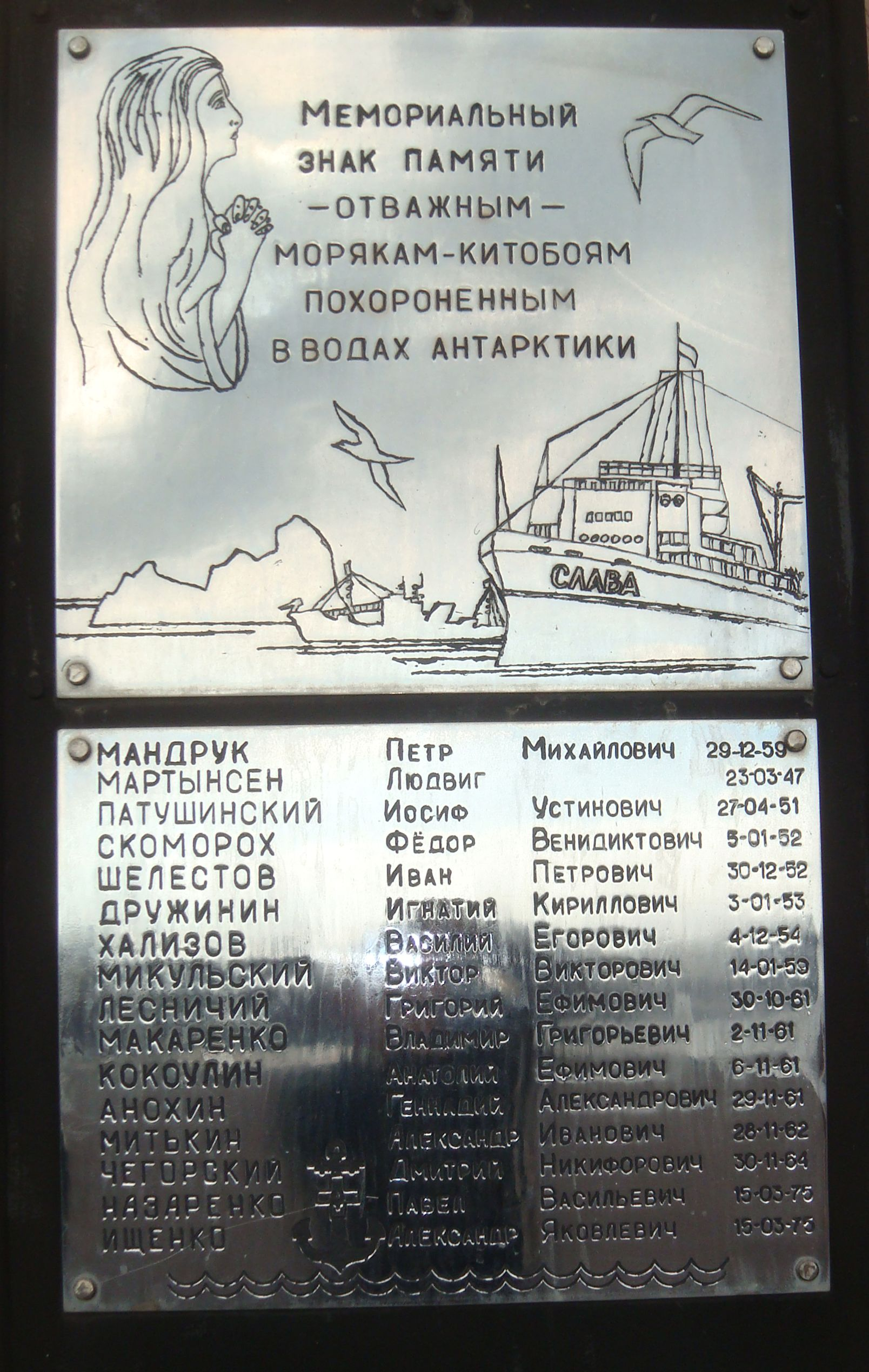
Мемориальная табличка, установленная в Одесском порту в память о китобоях флотилий «Слава» и «Советская Украина», не вернувшихся из рейса

Осенью 1959 года была введена в строй новая антарктическая китобойная флотилия «Советская Украина», полностью созданная силами советских конструкторов и кораблестроителей. Корабль-матка был построен на Николаевском судостроительном заводе, имел водоизмещение 44900 т, длину 217,5 м, экипаж 520 человек. Базу сопровождали новые китобойные суда типа «Мирный» с дизель-электрическими силовыми установками, всего 20. Китобойцы, входящие в состав соответствующей флотилии, именовались словами, начинающимися на одинаковую букву. Капитан-директором флотилии до 1965 г. был А. Н. Соляник.
В 1961 году в строй вошёл систершип «Советской Украины» — китобойная база «Советская Россия», приписанная к порту Владивосток, в состав флотилии входили 20 китобойцев и научное судно. Постоянным портом захода флотилии стал Сингапур. Предназначалась база для работы в любых широтах Мирового океана. Производственная мощность китобазы позволяла обработать 75 китов в сутки общим весом свыше 4 тыс. тонн, вырабатывать 1 000 тонн жира и 200 тонн китовой муки при 100 % утилизации сырья. Китобазы «Советская Украина» и «Советская Россия» были самыми мощными в мире.
В 1963 году вступили в строй китобойные базы «Владивосток» и «Дальний Восток» меньшего тоннажа (26 500 тонн), построенные в ФРГ. Они действовали в северной части Тихого океана. Китобазам придавалось по 12 китобойных судов каждой. В межпромысловый период китобазы использовались на приёмке и переработке рыбного сырья, для чего на них было установлено соответствующие оборудование.
Постановлением Совета Министров РСФСР от 30 марта 1959 года в Калининграде была организована флотилия «Юрий Долгорукий». В её состав входила китобаза «Юрий Долгорукий» и 17 китобойных судов типа «Мирный» постройки Николаевского судостроительного завода им. Носенко. Основной базой снабжения флотилии стал Монтевидео.
Китобаза «Юрий Долгорукий» была построена и спущена на воду в 1926 году в Гамбурге фирмой «Блом и Фосс» как грузопассажирское судно «Гамбург». В апреле 1945 года «Гамбург» был затоплен, в сентябре 1950 года поднят и доставлен для перестройки в Антверпен (Бельгия), затем в ГДР на предприятие «Варноверфь» в порту Варнемюнде. Перестроенное в китобойную базу судно с новым именем было спущено на воду в марте 1960 года, и прибыло в порт Балтийск, где 20 июня на судне был поднят советский флаг. «Юрий Долгорукий» имел длину 207,4 м, ширину 24 м, высоту надводного борта 19,37 м, осадку 12,05 м при водоизмещении около 30 тысяч тонн. Для экипажа было предусмотрено 521 койко-место. Паротурбинная силовая установка обеспечивала скорость 20 узлов — это была самая быстроходная китобойная база СССР. В первую экспедицию флотилия (судно-матка и 18 китобойцев) вышла 16 ноября 1960 года. Ещё в 1959 году китобойцы совершили так называемый «нулевой» рейс, забирая припасы с китобазы «Слава».

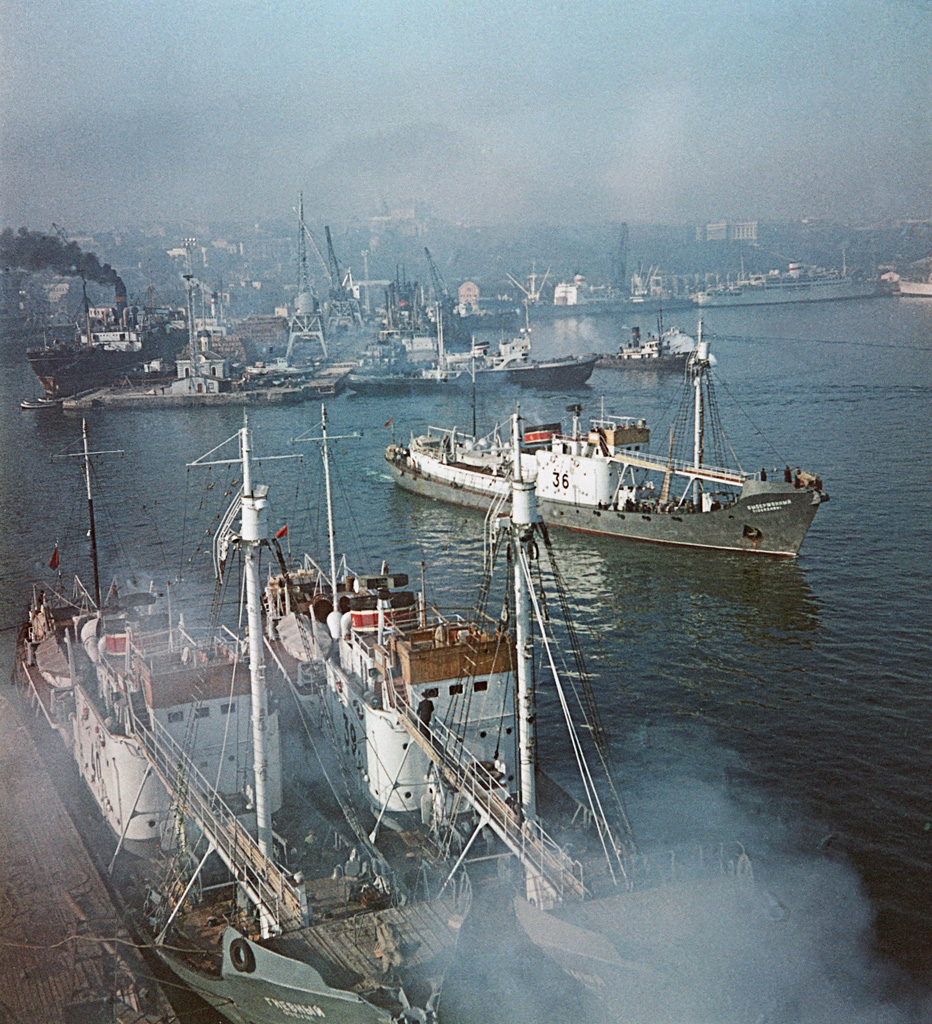
Суда китобойной флотилии «Советская Украина» на приколе в Одесском порту. 19 января 1960 года

С 1960 года флотилия «Юрий Долгорукий» провела 15 экспедиций в Антарктику, ведя промысел китов во всех промысловых районах южнополярных вод Атлантического, Индийского и Тихого океанов, совершив несколько кругополярных рейсов с пересечением линии дат и заходом за Южный полярный круг. С 1965 г. промысловый сезон был ограничен периодом с 1 декабря по 1 марта. «Юрий Долгорукий» был расформирован в 1975 году в связи с падением поголовья китов и снижения продуктивности работы многих китобойных флотилий. Китобойные базы «Советская Россия», «Владивосток» и «Дальний Восток» были переоборудованы под приём и переработку рыбы. Некоторые китобойные суда были переделаны под военные нужды (проект 393А), однако большая их часть пошла на слом.
В конце 1970-х годов условия китобойного промысла значительно ухудшились в связи с резким уменьшением численности китов. Поэтому в 1982 году Международной китобойной комиссией (МКК) был принят мораторий на китовый промысел, начиная с 1986 года. Большинство стран поддержали его, за исключением Японии, Норвегии, Исландии, СССР и Фарерских островов. Однако фактически СССР прекратил китобойный промысел в 1987 году, когда «Советская Украина» вернулась из своего последнего рейса. В 1995 г. она была продана на слом в Турцию. «Советская Россия» с конца 1980-х гг. использовалась для ловли и переработки минтая, и в 1997 г. из-за убыточности была продана на металлолом в Индию.

## Результаты
Всего за 25 лет китобойного промысла, с 1947 по 1972 годы советскими китобойными флотилиями было добыто около 125 тысяч крупных усатых китов и кашалотов. В Большой Советской Энциклопедии сообщалось, что на долю СССР приходилось 43 % добытых в мире китов (на Японию 41 %). Одна только флотилия «Юрий Долгорукий» добыла 58 тысяч китов 22 видов. По другим данным, в 1947—1972 гг. было добыто более 193 тыс. китов, в том числе «Славой» — 59136, «Советской Украиной» — 37727 (в 1959—1972 гг.), «Юрием Долгоруким» — 42311 (с 1960 г.), «Советской Россией» — 53874 (с 1961).
После распада СССР западными изданиями были обнародованы факты нарушений советскими китобойными флотилиями правил промысла. Например, по словам В. Морелл, китобоями добывались все встретившиеся киты без исключения, а не только те, отлов которых предусматривался квотами МКК . Советские отчёты для Международной китобойной комиссии фальсифицировались, в том числе при участии КГБ. Например, вместо 48 тыс. китов, забитых в антарктических водах в начале 1960-х годов, в МКК было сообщено лишь о 2710 особях. Аналогичные сведения приводятся и в современных отечественных исследованиях.